# Marcel Wildhaber

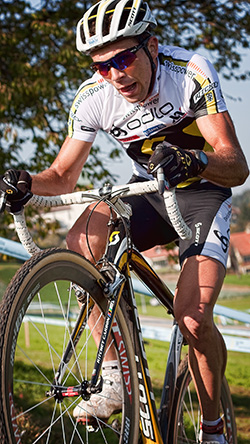
Marcel Wildhaber beim Radquer von Illnau 2011

Marcel Wildhaber (* 17. Mai 1985 in Wangen im Kanton Schwyz) ist ein Schweizer Radfahrer in der Disziplin Cyclocross. Seit 2010 ist er Mitglied des Scott-Swisspower MTB Racing Teams.
2009 gewann er den Internationalen Cyclo-Cross Aigle sowie 2010 das Internationale Radquer in Steinmaur und in Dielsdorf ZH.
2011 war Wildhaber siegreich beim Internationalen Radquer Hittnau und nochmals beim Rennen in Steinmaur. 2012 siegte er in Madiswil. Im Jahre 2013 siegte er beim GP-5-Sterne-Region-Cyclorennen in Beromünster.

## = Cyclocross
2009/2010
- Cyclo-Cross International Aigle, Aigle

2010/2011
- Internationales Radquer Steinmaur, Steinmaur

2011/2012
- Internationales Radquer Steinmaur, Steinmaur
- Internationales Radquer Hittnau, Hittnau

2012/2013
- Flückiger Cross, Madiswil

2013/2014
- GP-5-Sterne-Region, Beromünster

2014/2015
- Schlosscross, Rheinfelden
- National Trophy Series Round 4, Milton Keynes

### Mountainbike
2013
- Schweizer Meister – Eliminator

2015
- Schweizer Meister – Eliminator

## Teams
- 2009–2013 Scott-Swisspower Mountainbike Team
- 2014 Scott-Odlo MTB Racing Team